# カンムリカイツブリ属
カンムリカイツブリ属（カンムリカイツブリぞく、学名：Podiceps）は、カイツブリ目カイツブリ科に分類される鳥類の1属である。

## 分類
以下の種に分類されている。
日本で見られる種は、アカエリカイツブリ、カンムリカイツブリ、ミミカイツブリ、ハジロカイツブリである。
- Podiceps major (Boddaert, 1783) - オオカイツブリ
- Podiceps grisegena (Boddaert, 1783) - アカエリカイツブリ
- Podiceps cristatus (Linnaeus, 1758) - カンムリカイツブリ
- Podiceps auritus (Linnaeus, 1758) - ミミカイツブリ
- Podiceps nigricollis (C.L. Brehm, 1831) - ハジロカイツブリ
- Podiceps occipitalis (Garnot, 1826) - ギンカイツブリ
- Podiceps taczanowskii (Berlepsch & Stolzmann, 1894) - オオギンカイツブリ
- Podiceps gallardoi (Rumboll, 1974) - パタゴニアカイツブリ
- †Podiceps andinus Meyer de Schauensee, 1959 - コロンビアカイツブリ、絶滅した種。

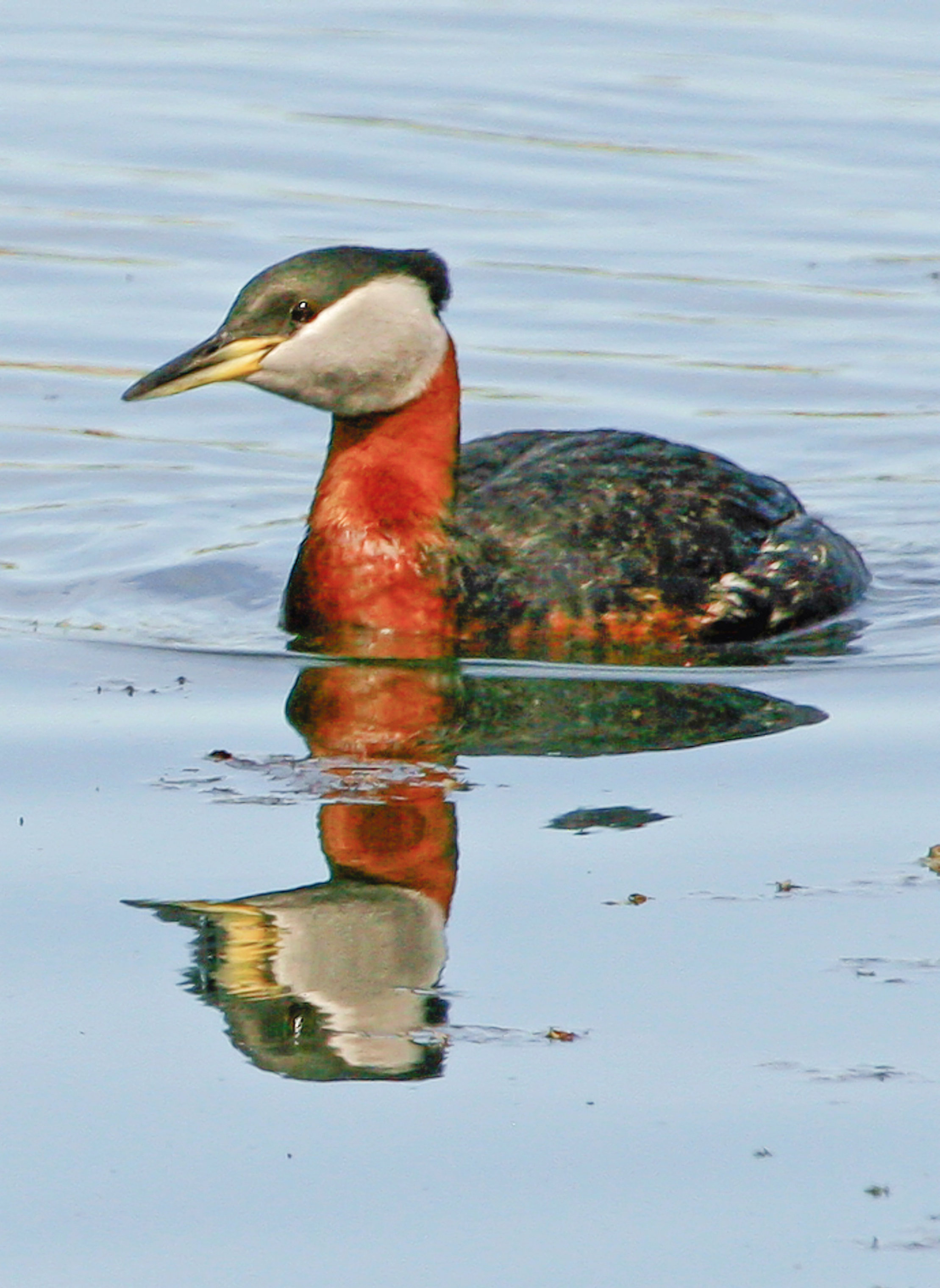
アカエリカイツブリ（夏羽） P. grisegena
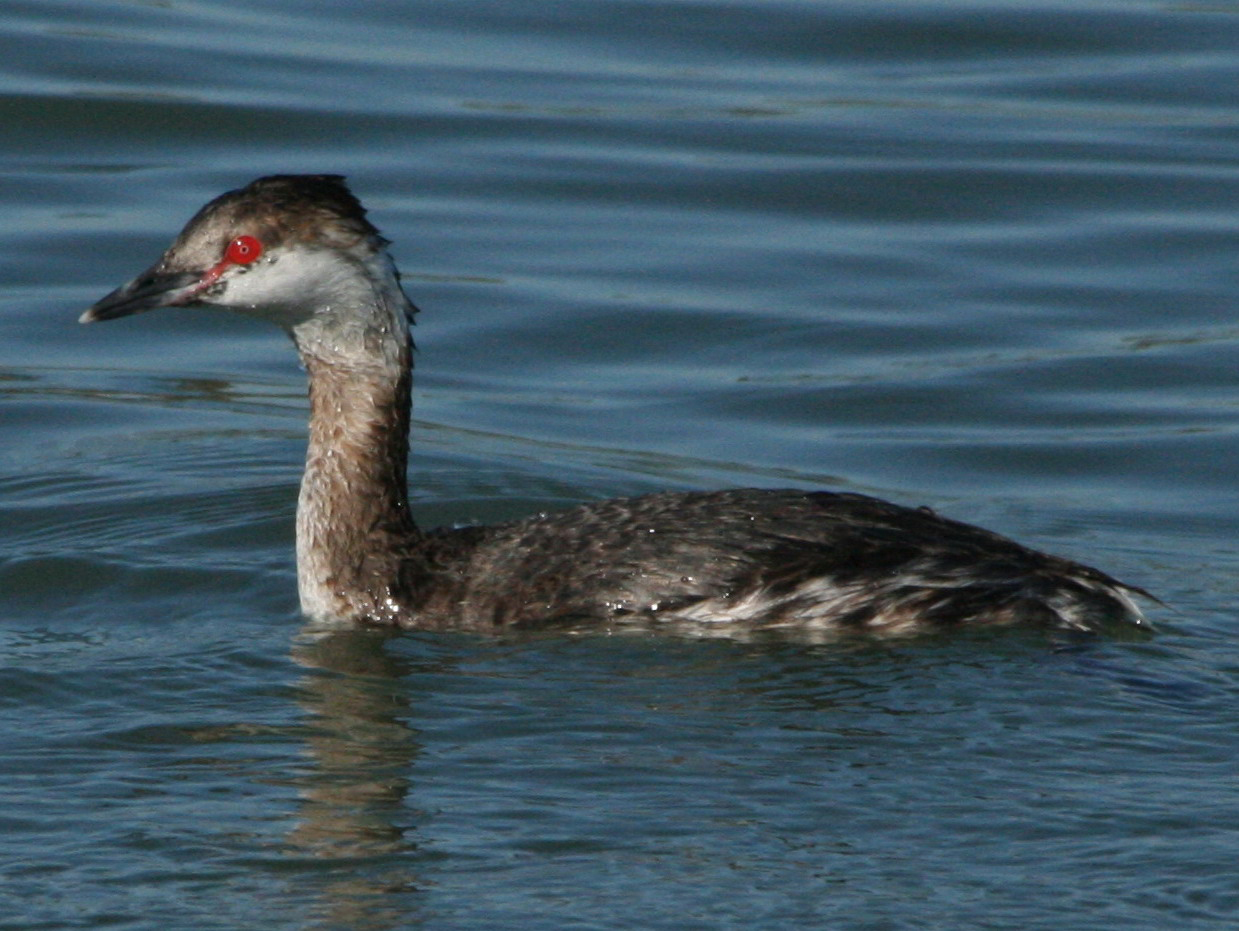
ミミカイツブリ（冬羽） P. auritus
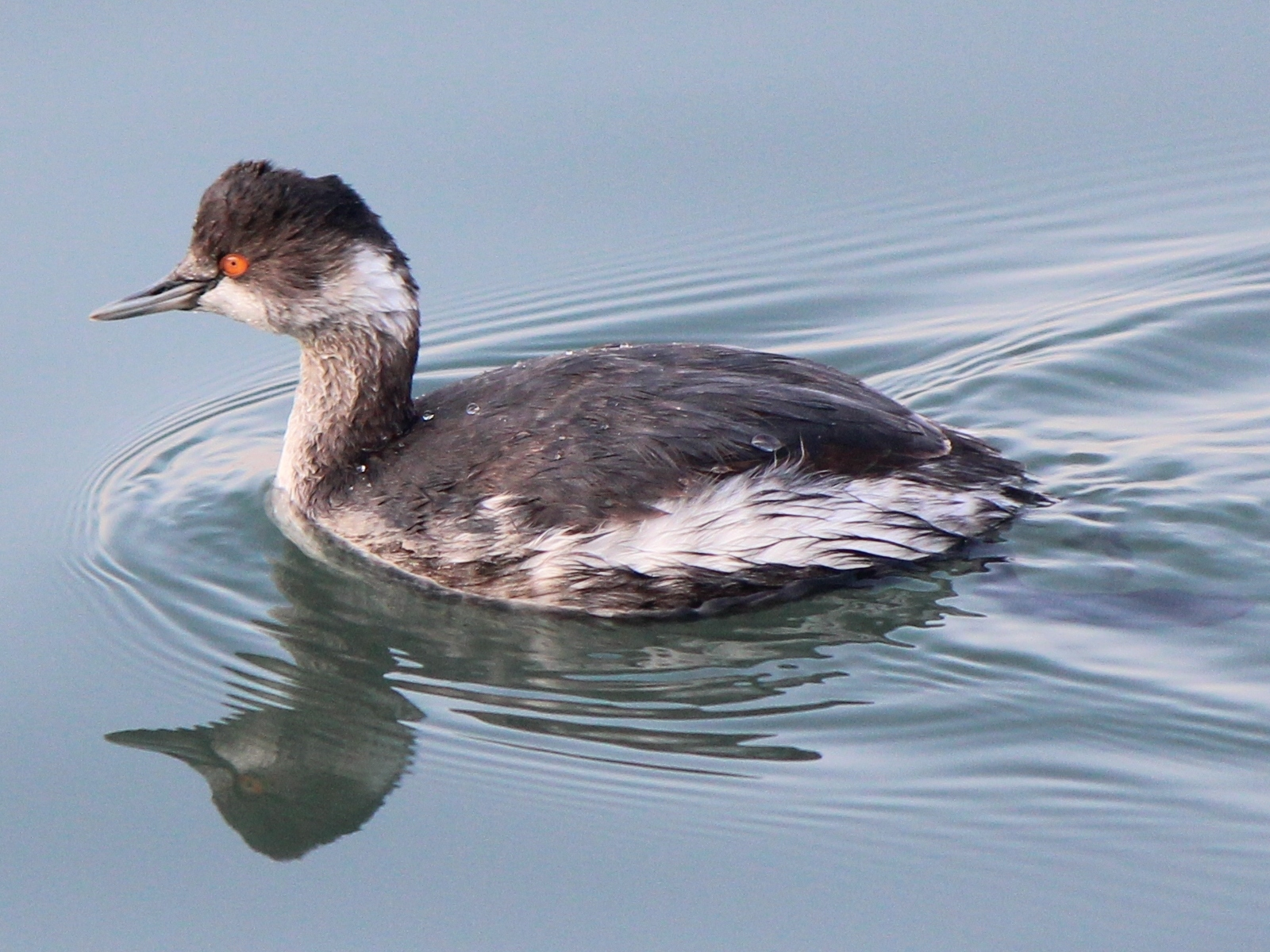
ハジロカイツブリ（冬羽） P. nigricollis